# Polítop convex

Un polítop convex tridimensional

Un polítop convex és un tipus especial de polítop que té la propietat que també és un conjunt convex de punts de l'espai n-dimensional Rn. Alguns autors utilitzen els termes «polítop convex» i «políedre convex» indistintament, mentre que d'altres prefereixen mantenir la distinció entre les nocions de políedre i polítop.
Addicionalment, algunes obres també requereixen que el polítop sigui un conjunt fitat, mentre que d'altres (incloent-hi aquest article) permeten que els polítops siguin no fitats.
Els polítops convexos tenen un paper important en diverses branques de les matemàtiques i en camps aplicats, de manera notable en programació lineal.